# Protochelifer victorianus
Protochelifer victorianus är en spindeldjursart som beskrevs av Beier 1966. Protochelifer victorianus ingår i släktet Protochelifer och familjen tvåögonklokrypare. Inga underarter finns listade i Catalogue of Life.